# Asaccus elisae
Asaccus elisae (листопалий гекон Вернера) — вид геконоподібних ящірок родини Phyllodactylidae. Мешкає на Близькому Сході.

## Опис
Гекон Asaccus elisae є відносно великим представником свого роду, довжина його тіла (не враховуючи хвоста) становить 57 мм.

## Поширення і екологія
Листопалі гекони Вернера поширені на півдні Туреччини (відомі з кількох місцевостей в долині річки Євфрат на південному сході Анатолії), на сході Сирії (відомі з околиць Абу-Камаля і Аль-Сельхіє), на півночі і сході Іраку та на заході Ірану. Вони живуть серед скель, порослих рідкою рослинністю, трапляються в печерах і людських поселеннях. Зустрічаються на висоті від 150 до 1000 м над рівнем моря. Типовою місцевістю цього виду є руїни Ніневії.
Самиці відкладають 1-2 яйця не менш, ніж 2 рази на рік.